# MS St. Louis
Pour les articles homonymes, voir Saint-Louis.
 (décembre 2024).
Le MS St. Louis, aussi appelé SS St. Louis, Saint Louis ou Saint-Louis, est un ancien paquebot transatlantique allemand à bord duquel 963 Allemands de confession juive quittent l'Allemagne nazie en mai 1939. Mais ces passagers se voient refuser de débarquer à Cuba — leur destination initiale — et, après le refus des États-Unis et du Canada de les accueillir, le navire revient en Europe où ils débarquent à Anvers le 17 juin puis sont répartis entre la Belgique, le Royaume-Uni, les Pays-Bas et la France.
Son commandant, Gustav Schröder, est en 1993 reconnu à titre posthume « Juste parmi les nations ».

## Le paquebot
Le St. Louis, mis en service en 1929, est un paquebot transatlantique de la compagnie hambourgeoise Hapag assurant en général la ligne Hambourg—Amérique. Il disposait de huit ponts et pouvait accueillir 400 passagers en 1re classe et 500 passagers en classe touriste. Au printemps 1939, le bateau est commandé par le capitaine Gustav Schröder et comprend 231 membres d'équipage.

## Traversée du printemps 1939

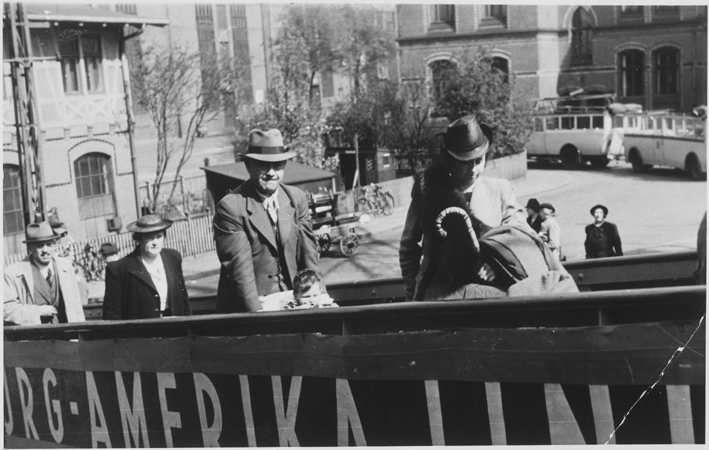
Embarquement à Hambourg.

### Contexte
En 1939 en Allemagne, les citoyens juifs (religieux ou pas) font l'objet de persécutions depuis déjà six ans. En novembre 1938 a eu lieu un pogrom dans toute l'Allemagne : la nuit de Cristal. De nombreux juifs sont arrêtés et internés en camp de travail forcé. Au même moment, les lois sur l'immigration et l'émigration sont devenues plus sévères et pour pouvoir quitter l'Allemagne, les juifs doivent se dépouiller de tous leurs biens au profit de l'État.
Le St. Louis représente donc pour beaucoup un dernier espoir de quitter le Reich. Certains passagers ont réussi à être libérés des camps de concentration dans lesquels ils étaient internés.
Beaucoup laissent derrière eux des membres de leur famille, car le coût du billet est prohibitif, d'autant plus qu'ils ont souvent perdu leur travail et leurs biens. Un certain nombre d'entre eux ont aussi de la famille qui a émigré auparavant.
Ils sont 400 passagers en 1re classe (le billet coûte 800 Reichsmarks en 1re classe et 600 Reichsmarks en classe touriste). Les passagers ont en outre été obligés de payer 230 Reichsmarks supplémentaires au cas où le bateau serait obligé de faire demi-tour.
Pour les nazis, ce voyage sert essentiellement un but de propagande. L'objectif est de prouver à l'étranger et en Allemagne que les Juifs allemands sont libres d'émigrer s'ils le désirent.

### Voyage vers Cuba

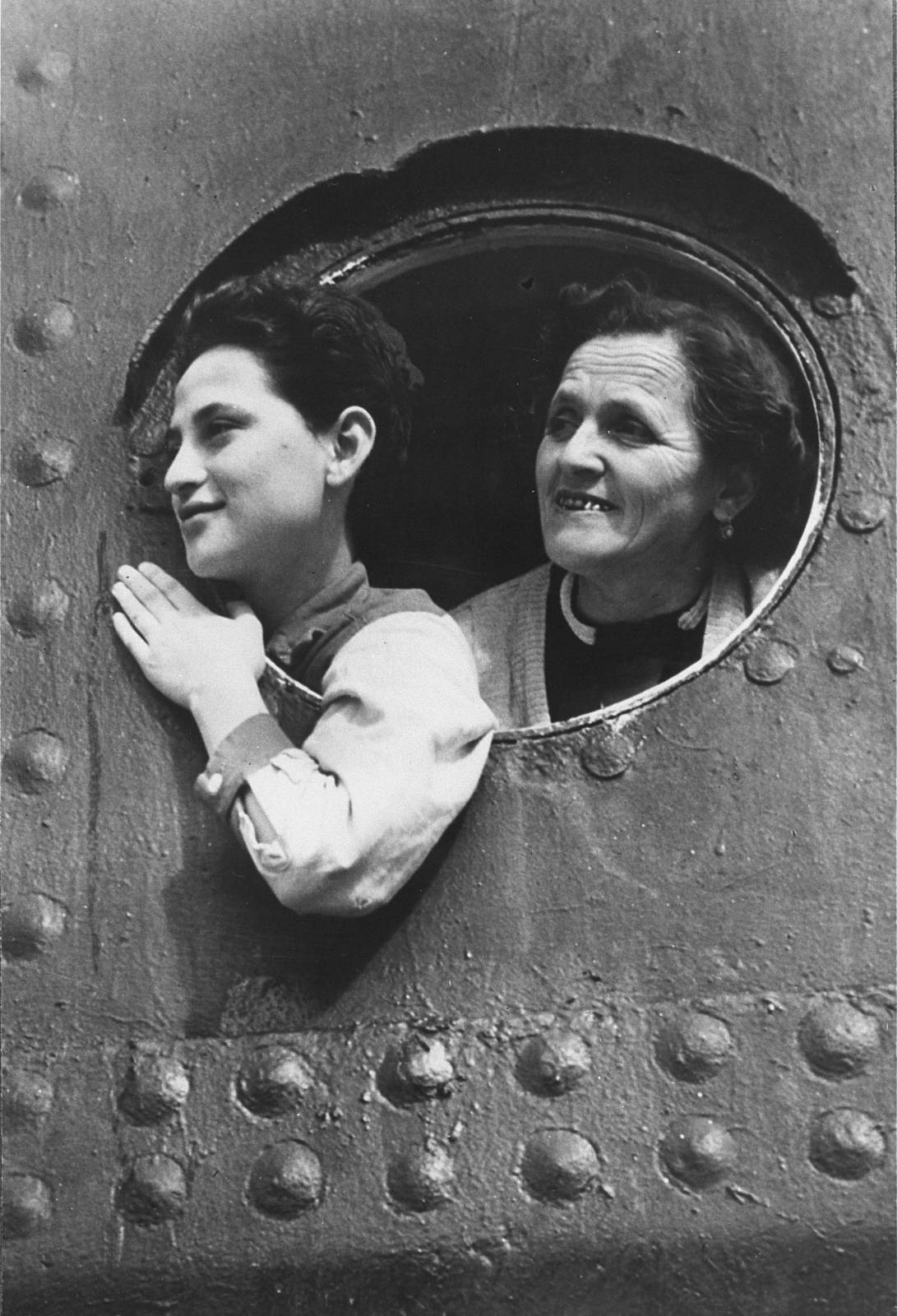
Passagers bloqués au port de La Havane.

Les 896 passagers, munis d'un visa touristique pour Cuba ou de permis réguliers d'immigration, embarquent le 13 mai 1939 et le bateau appareille de Hambourg pour Cuba à huit heures du soir, sous le commandement du capitaine Gustav Schröder. Il fait escale le 15 mai dans la rade de Cherbourg pour y embarquer les derniers voyageurs. À Cuba, pays de transit, les juifs sont censés attendre que les quotas américains leur permettent d'entrer aux États-Unis. Le St. Louis a aussi à son bord six agents de l’Abwehr, chargés de trouver à Cuba des informations concernant l'état d'esprit de l'administration et de l'armée américaine, alors présente dans l'île.
Une demi-heure après avoir quitté le port, le St. Louis reçoit un message qui ordonne, sans explication, d'accélérer l'allure pour rattraper deux autres navires, le Flandre et l’Orduna, qui font aussi route vers Cuba avec des réfugiés juifs à leur bord. Le voyage se déroule dans de bonnes conditions. Le capitaine a insisté auprès de l'équipage afin qu'il traite les passagers comme lors des croisières habituelles. Le 23 mai, le capitaine reçoit un télégramme l'informant d'un possible problème pouvant empêcher les passagers de débarquer à Cuba. Il organise un petit comité composé de juristes afin d'étudier la question et les options possibles au cas où les passagers ne seraient pas autorisés à débarquer.

### Asile refusé
Au début de l'année 1939, le gouvernement cubain décrète des conditions d'accès à son sol différentes selon que les arrivants sont touristes ou réfugiés : contrairement aux touristes, les réfugiés doivent se procurer un visa et disposer d'au moins 500 dollars afin de prouver qu'ils pourraient subvenir à leurs besoins une fois arrivés sur l'île. La différence entre un touriste et un réfugié n'est toutefois pas clairement définie.
Profitant de ce flou, le directeur de l'immigration, Manuel Benitez, délivre de nombreux permis touristiques. En parallèle, la société Hapag propose des forfaits incluant traversée et visa. Le 5 mai, le président cubain Federico Laredo Brú et son cabinet promulguent un autre décret complétant le précédant. Benitez est accusé de trafic et de corruption.
Arrivé le 27 mai au large du port de La Havane, le paquebot n'est pas autorisé à accoster et doit mouiller en dehors de la rade. Les passagers se voient refuser l'entrée à Cuba malgré les visas que leur avait accordés l'ambassade cubaine en Allemagne.

### Refus nord-américains
Contraint de quitter le port de La Havane le 2 juin 1939, le capitaine Schröder essaie dès lors de débarquer ses passagers directement aux États-Unis. Il dirige donc le paquebot vers l'Amérique du Nord, ce qui entraîne une forte controverse aux États-Unis. À l'origine, le président des États-Unis, Franklin D. Roosevelt, qui avait organisé quelques mois auparavant la Conférence d'Évian sur les réfugiés juifs, montre une certaine volonté d'accueillir une partie des réfugiés. Mais l'opposition véhémente du Secrétaire d'État Cordell Hull et des Démocrates des États du Sud (certains allant jusqu'à le menacer de ne pas le soutenir à l'élection présidentielle de 1940), le fait renoncer.

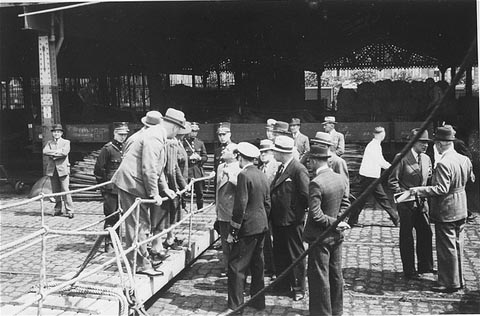
Négociations entre Schroeder et les autorités belges à Anvers en Belgique.

Le 4 juin 1939, Roosevelt ordonne l'interdiction d'entrée dans les eaux américaines au bateau, qui attend dans la mer des Caraïbes entre la Floride et Cuba. Schröder tente d'entrer au Canada, mais est une nouvelle fois refoulé. Il repart vers l'Europe.

### Retour en Europe
Durant la traversée du retour, Morris Troper (en), directeur pour l'Europe de l'organisation humanitaire juive American Jewish Joint Distribution Committee, entreprend des démarches pour trouver une issue. Le capitaine Schröder a sérieusement envisagé d'échouer son navire sur les côtes britanniques, de manière à rendre impossible le retour de ses passagers en Allemagne. Enfin, le samedi 10 juin, la Belgique accepte d'accueillir 214 passagers ; le Royaume-Uni 288 ; les Pays-Bas 181 et la France 224. Le bateau accoste le 17 juin à Anvers, d'où les passagers sont redirigés vers leur destination finale. Les passagers à destination de la France et du Royaume-Uni prennent un autre bateau envoyé par la compagnie qui avait affrété le St. Louis, respectivement vers Boulogne-sur-Mer et Southampton.
Selon l'American Jewish Joint Distribution Committee, le sauvetage des passagers du Saint-Louis a été un événement unique dans l'Histoire.

## Le paquebot et son commandant après 1939
Le commandant ne fut pas poursuivi par le régime national-socialiste. Gustav Schröder et sa famille restèrent à Hambourg et survécurent à la guerre. Dans les années d'après-guerre, les survivants du St. Louis lui envoyèrent de l'argent et des cadeaux en témoignage de leur gratitude. Il écrivit en 1949 un livre de souvenirs intitulé Heimatlos auf Hoher See (Apatrides en haute mer).
Gustav Schröder est mort à Hambourg le 10 janvier 1959. Le 11 mars 1993, Yad Vashem, l'institut international pour la mémoire de la Shoah, lui a décerné à titre posthume la médaille de « Juste parmi les nations » au nom de l'État d'Israël.
De 1940 à 1944, le navire est réquisitionné par la Kriegsmarine comme transport de troupes et caserne flottante. Il est gravement endommagé lors du bombardement allié sur Kiel le 30 août 1944, puis, une fois réparé, sert de bateau-hôtel à Hambourg en 1946. Il est envoyé à la casse en 1952.